# Камелія Хрістя
Камелія Хрістя (нар. 3 лютого 1991) — колишня румунська тенісистка.
Найвищу одиночну позицію світового рейтингу — 579 місце досягла 25 липня 2011, парну — 345 місце — 10 жовтня 2011 року.
Здобула 1 одиночний та 14 парних титулів туру ITF.

## Фінали ITF

### Одиночний розряд: 2 (1–1)
| Легенда         |
| --------------- |
| турніри $25,000 |
| турніри $10,000 |

| Фінали за покриттям |
| ------------------- |
| Тверде (0–0)        |
| Ґрунт (1–1)         |

| Результат | Ранг | Datexf         | Турнір                            | Покриття | Суперниця        | Рахунок       |
| --------- | ---- | -------------- | --------------------------------- | -------- | ---------------- | ------------- |
| Перемога  | 1.   | 4 червня 2012  | ITF Сараєво, Боснія і Герцеговина | Ґрунт    | Бернарда Пера    | 6–3, 3–6, 6–4 |
| Поразка   | 1.   | 17 жовтня 2015 | ITF Албена, Болгарія              | Ґрунт    | Вівіан Златанова | 1–6, 5–7      |

### Парний розряд: 34 (14–20)
| Легенда         |
| --------------- |
| турніри $10,000 |

| Фінали за покриттям |
| ------------------- |
| Ґрунт (14–20)       |

| Результат | W–L | Дата              | Турнір                            | Покриття | Партнерка                | Суперниці                               | Рахунок             |
| --------- | --- | ----------------- | --------------------------------- | -------- | ------------------------ | --------------------------------------- | ------------------- |
| Перемога  | 1.  | 9 вересня 2007    | ITF Braşov, Румунія               | Ґрунт    | Ралука Чулей             | Ірина-Камелія Бегу Дьяна Гае            | 7–5, 6–4            |
| Перемога  | 2.  | 18 липня 2008     | ITF Балш, Румунія                 | Ґрунт    | Йонела-Андрея Йова       | Лаура Йоана Пар Дьяна Бузян             | 2–6, 6–4, [10–8]    |
| Перемога  | 3.  | 29 травня 2009    | ITF Piteşti, Румунія              | Ґрунт    | Александра Дамаскін      | Дьяна Бузян Андрея Міту                 | 6–1, 6–4            |
| Поразка   | 1.  | 31 липня 2009     | ITF Oneşti, Румунія               | Ґрунт    | Вероніка Попович         | Александра Дамаскін Дьяна Бузян         | 2–6, 1–6            |
| Поразка   | 2.  | 29 серпня 2009    | ITF Веленє, Словенія              | Ґрунт    | Дьяна Марку              | Настя Колар Полона Ребершак             | 3–6, 2–6            |
| Поразка   | 3.  | 25 вересня 2009   | ITF Санданський, Болгарія         | Ґрунт    | Аліче-Андрада Раду       | Раффаелла Бінді Федеріка Граціозо       | 3–6, 5–7            |
| Перемога  | 4.  | 25 жовтня 2009    | ITF Салоніки, Греція              | Ґрунт    | Дьяна Бузян              | Ольга Брозда Юстина Єгйолка             | 5–7, 6–4, [11–9]    |
| Перемога  | 5.  | 17 липня 2010     | ITF Прокуплє, Сербія              | Ґрунт    | Йонела-Андрея Йова       | Єлена Дуришич Ізабелла Шинікова         | 7–5, 6–4            |
| Поразка   | 4.  | 13 серпня 2010    | ITF Oneşti, Румунія               | Ґрунт    | Биляна Павлова-Димитрова | Лаура-Йоана Андрей Міхаела Бузернеску   | 6–7(7), 2–6         |
| Поразка   | 5.  | 20 серпня 2010    | ITF Бухарест, Румунія             | Ґрунт    | Дьяна Бузян              | Лаура-Йоана Андрей Міхаела Бузернеску   | 1–6, 3–6            |
| Перемога  | 6.  | 8 жовтня 2010     | ITF Добрич, Болгарія              | Ґрунт    | Йонела-Андрея Йова       | Гюля Есен Лютфіє Есен                   | 6–0, 2–6, [10–6]    |
| Перемога  | 7.  | 29 травня 2011    | ITF Бухарест, Румунія             | Ґрунт    | Лаура-Йоана Андрей       | Сесілія Естландер Катаріна Неґрін       | 7–6(5), 6–1         |
| Перемога  | 8.  | 13 серпня 2011    | ITF Бухарест, Румунія             | Ґрунт    | Крістіна Діну            | Александра Дамаскін Андрея Міту         | 1–6, 7–6(6), [10–4] |
| Перемога  | 9.  | 27 серпня 2011    | ITF Бухарест, Румунія             | Ґрунт    | Лаура-Йоана Андрей       | Йонела-Андрея Йова Андрея Вейдяну       | 6–1, 7–5            |
| Перемога  | 10. | 23 вересня 2011   | ITF Варна, Болгарія               | Ґрунт    | Ралука Елена Платон      | Яна Яндова Моніка Тумова                | 6–2, 6–3            |
| Поразка   | 6.  | 29 жовтня 2011    | ITF Анталія, Туреччина            | Ґрунт    | Лаура-Йоана Андрей       | Дьяна Бузян Даніелле Гармсен            | 0–6, 3–6            |
| Перемога  | 11. | 18 червня 2012    | ITF Крайова, Румунія              | Ґрунт    | Аліче-Андрада Раду       | Лаура-Йоана Андрей Ралука Елена Платон  | 6–0, 3–6, [10–6]    |
| Поразка   | 7.  | 25 червня 2012    | ITF Балш, Румунія                 | Ґрунт    | Аліче-Андрада Раду       | Лаура-Йоана Андрей Ралука Елена Платон  | 7–5, 3–6, [8–10]    |
| Поразка   | 8.  | 3 вересня 2012    | ITF Белград, Сербія               | Ґрунт    | Луція Бутковська         | Аня Прислан Крістіна Шаховец            | 3–6, 3–6            |
| Поразка   | 9.  | 3 червня 2013     | ITF Сараєво, Bosnia & Herzegovina | Ґрунт    | Елена-Теодора Кадар      | Ана Б'янка Міхейле Крістіна Остойїч     | 5–7, 4–6            |
| Перемога  | 12. | 2 вересня 2013    | ITF Белград, Сербія               | Ґрунт    | Ліна Джорческа           | Тамара Чурович Ксенія Кнолль            | 6–0, 6–1            |
| Поразка   | 10. | 23 вересня 2013   | ITF Варна, Болгарія               | Ґрунт    | Міхаела Був              | Ралука Елена Платон Ева Ваканно         | 3–6, 4–6            |
| Поразка   | 11. | 30 вересня 2013   | ITF Албена, Болгарія              | Ґрунт    | Ліна Гьорчеська          | Далія Зафирова Ева Ваканно              | 6–4, 2–6, [8–10]    |
| Поразка   | 12. | 7 жовтня 2013     | ITF Русе, Болгарія                | Ґрунт    | Ліна Гьорчеська          | Ірина Бара Ева Ваканно                  | 1–6, 2–6            |
| Перемога  | 13. | 26 травня 2014    | ITF Сібіу, Румунія                | Ґрунт    | Оана Джорджета Сімьон    | Raluca Serban Вендула Зовінцова         | 7–6(2), 6–1         |
| Перемога  | 14. | 16 червня 2014    | ITF Галац, Румунія                | Ґрунт    | Патріція Марія Ціг       | Марина Колб Надія Колб                  | 6–3, 6–1            |
| Поразка   | 13. | 27 липня 2014     | ITF Палич, Сербія                 | Ґрунт    | Ірина Бара               | Ліна Гьорчеська Єлизавета Янчук         | 4–6, 1–6            |
| Поразка   | 14. | 8 серпня 2014     | ITF Арад, Румунія                 | Ґрунт    | Ліна Гьорчеська          | Ірина Бара Дьяна Бузян                  | 6–4, 5–7, [6–10]    |
| Поразка   | 15. | 22 серпня 2014    | ITF Бухарест, Румунія             | Ґрунт    | Оана Джорджета Сімьон    | Ралука Елена Платон Крістіна Станку     | 1–6, 1–6            |
| Поразка   | 16. | 1 червня 2015     | ITF Галац, Румунія                | Ґрунт    | Даньєла Чобану           | Оана Джорджета Сімьон Габр'єла Талаба   | 6–4, 5–7, [8–10]    |
| Поразка   | 17. | 21 листопада 2015 | ITF Касабланка, Марокко           | Ґрунт    | Іріна Фетекеу            | Ольга Паррес Аскойтія Камілла Розателло | 4–6, 3–6            |
| Поразка   | 18. | 14 серпня 2016    | ITF Арад, Румунія                 | Ґрунт    | Ясмін Ґюльман            | Айла Аксу Шанталь Шкамлова              | 4–6, 2–6            |
| Поразка   | 19. | 16 червня 2017    | ITF Curtea de Argeș, Румунія      | Ґрунт    | Габр'єла Ніколе Тетеруш  | Джорджа Кречун Ілона Джорджана Гіороає  | 3–6, 5–7            |
| Поразка   | 20. | 8 липня 2017      | ITF Focșani, Румунія              | Ґрунт    | Мартіна Кольменья        | Оана Гавріле Катерина Казьонова         | 2–6, 1–6            |